# Portrait de Belvèze-Foulon
Le Portrait de Belvèze-Foulon est un tableau peint en 1805 par Jean-Auguste-Dominique Ingres, il fait partie de la série de portraits de membres de la société  montalbanaise venus à Paris poser devant Ingres (avec ceux du Baron Vialetes de Mortarieu et de l'architecte Couderc-Gentillon). C'est un des plus anciens tableaux du peintre à avoir intégré les collections du musée Ingres après son acquisition par la ville de Montauban en 1844.

## Provenance
Le portrait appartient à la famille du modèle. En 1844, il est acheté pour 500 francs par la ville de Montauban. Il appartient aux collections du musée Ingres (inventaire MI.842.).